# Silvia Martínez (periodista)
Silvia del Carmen Martínez (Córdoba, 18 de enero de 1960) es una periodista argentina. Actualmente se desempeña como conductora en el segmento Nuestra Tarde de 13 a 16 horas junto a sus colegas Dominique Metzger y Nacho Otero en la señal de cable Todo Noticias. Por el documental Malvinas, la guerra nunca más ha sido distinguida con dos premios Emmy.

## Biografía
Nació en Córdoba pero se crio en la Ciudad de Santa Fe haciendo móvil en la edición vespertina de Notitrece Segunda Edición por LT 82 TV Canal 13 Sana Fe de la Vera Cruz junto a Lindor Lozano y el profesor Enrique Rodolfo Muttis, en Deportes Eduardo González Riaño y en Automovilismo Nacional e Internacional Enzo José Volken y el equipo periodístico de Escudería 13 y Velocisimo AM 1020 Radio Universidad Nacional del Litoral. En 1982 comenzó a trabajar  en el canal ATC (Argentina) de la ciudad de Buenos Aires.
En 1992 anunció el suicidio del Periodista Daniel Mendoza en el programa Despertar al País que se emitía cada mañana por ATC (Argentina). El 1 de junio de 1993 participó junto a Luis Otero de la transmisión inaugural de la señal de cable Todo Noticias (TN), desde entonces trabaja en dicho canal. Al año siguiente, TN, en sociedad con Reuters, Antena 3 de España y Telemundo de los Estados Unidos, fundó Telenoticias, un canal con sede en Miami. Martínez fue enviada como representante del canal argentino. Luego de trabajar en Telenoticias cerca de dos años la señal es adquirida por la CBS, pasando a llamarse CBS-Telenoticias. Continuó trabajando en dicha cadena hasta fines de 1999 cuando fue despedida a causa de la mala situación financiera que atravesaba la emisora, situación que la obligaría a cerrar a comienzos del año siguiente. Tras su despido, siguió trabajando de manera independiente en una productora de contenidos de radio y televisión. En 2000 retorna a la Argentina para seguir desempeñándose  en Todo Noticias.

## Televisión
| Año            | Programa                      | Canal de televisión | Labor      |
| -------------- | ----------------------------- | ------------------- | ---------- |
| 1982           | 60 Minutos                    | ATC (Argentina)     | Conductora |
| 1991/1992      | Despertar al País             | ATC (Argentina)     | Panelista  |
| 1993/2002/2009 | TN a las 19                   | Todo Noticias       | Conductora |
| 1995           | Malvinas, la guerra nunca más | CBS Telenoticias    | Conductora |
| 2002           | TN Central                    | Todo Noticias       | Conductora |
| 2002           | TN a las 23                   | Todo Noticias       | Conductora |
| 2004/2009      | TN a las 7                    | Todo Noticias       | Conductora |
| 2014           | TN de 12 a 15                 | Todo Noticias       | Conductora |
| 2016           | TN de 16 a 18                 | Todo Noticias       | Conductora |
| 2017           | Meta Data                     | Todo Noticias       | Conductora |
| 2020           | Nuestra Tarde                 | Todo Noticias       | Conductora |

## Premios
- Premio Emmy al Mejor Programa Especial por Malvinas, la guerra nunca más (1999)[2]
- Premio Emmy al Mejor Guion por Malvinas, la guerra nunca más (1999)[2]